# Primer Ministre de Montenegro
El Primer ministre de Montenegro (en montenegrí: Premijer CRnE Gore) és el cap de Govern de Montenegro. El Primer Ministre dirigeix la tasca de Govern, i presenta a Parlament el programa d'el Govern, incloent una llista de ministres proposats. La dimissió del primer ministre provocarà la dissolució del seu Govern.
L'actual primer ministre, Milojko Spajić, candidat independent, va ser elegit pel Parlament de Montenegro el 31 d'octubre de 2023, després dels resultats de les eleccions parlamentàries de 2023 de Montenegro.

## Primers ministres
| Cap de govern Neix - Mort               | Cap de govern Neix - Mort           | Elegit                              | Inici del mandat                    | Fi del mandat                       | Partit                                    |                                     |                                     |
| República de Montenegro (1992–2006)     | República de Montenegro (1992–2006) | República de Montenegro (1992–2006) | República de Montenegro (1992–2006) | República de Montenegro (1992–2006) | República de Montenegro (1992–2006)       | República de Montenegro (1992–2006) | República de Montenegro (1992–2006) |
| --------------------------------------- | ----------------------------------- | ----------------------------------- | ----------------------------------- | ----------------------------------- | ----------------------------------------- | ----------------------------------- | ----------------------------------- |
|                                         | Milo Đukanović (1962–)              | 1990 1992 2996                      | 15 de febrer de 1991                | 5 de febrer de 1998                 | Demokratska Partija Socijalista Crna Gore |                                     |                                     |
|                                         | Filip Vujanović (1954-)             | 1998 2001                           | 5 de febrer de 1998                 | 8 de gener de 2003                  | Demokratska Partija Socijalista Crna Gore |                                     |                                     |
|                                         | Milo Đukanović (1962–)              | 2002                                | 8 de gener de 2003                  | 5 de juny de 2006                   | Demokratska Partija Socijalista Crna Gore |                                     |                                     |
| Montenegro (2006 -) - Estat independent |                                     |                                     |                                     |                                     |                                           |                                     |                                     |
|                                         | Milo Đukanović (1962–)              | -                                   | 5 de juny de 2006                   | 10 de novembre de 2006              | Demokratska Partija Socijalista Crna Gore |                                     |                                     |
|                                         | Željko Šturanović (1960–2014)       | 2006                                | 10 de novembre de 2006              | 29 de febrer de 2008                | Demokratska Partija Socijalista Crna Gore |                                     |                                     |
|                                         | Milo Đukanović (1962–)              | 2009                                | 29 de febrer de 2008                | 21 de desembre de 2010              | Demokratska Partija Socijalista Crna Gore |                                     |                                     |
|                                         | Igor Lukšić (1976–)                 | -                                   | 21 de desembre de 2010              | 2 de desembre de 2012               | Demokratska Partija Socijalista Crna Gore |                                     |                                     |
|                                         | Milo Đukanović (1962–)              | 2012                                | 2 de desembre de 2012               | 28 de novembre de 2016              | Demokratska Partija Socijalista Crna Gore |                                     |                                     |
|                                         | Duško Marković (1958–)              | 2016                                | 28 de novembre de 2016              | 4 de desembre de 2020               | Demokratska Partija Socijalista Crna Gore |                                     |                                     |
|                                         | Zdravko Krivokapic (1958–)          | 2020                                | 4 de desembre de 2020               | 28 d'abril de 2022                  | Candidat independent                      |                                     |                                     |
|                                         | Dritan Abazović (1985–)             | —                                   | 28 d'abril de 2022                  | 31 d'octubre de 2023                | Acció Reformista Unida                    |                                     |                                     |
|                                         | Milojko Spajić (1987–)              | 2023                                | 31 d'octubre de 2023                | actualitat                          | Pokret Evropa sad!                        |                                     |                                     |